# Giuseppe Milesi Pironi Ferretti
Giuseppe Milesi Pironi Ferretti, italijanski rimskokatoliški duhovnik, škof in kardinal, * 9. marec 1817, Ancona, † 2. avgust 1873.

## Življenjepis
15. marca 1858 je bil povzdignjen v kardinala in imenovan za kardinal-duhovnika S. Maria in Ara Coeli.
21. marca 1870 je bil imenovan za škofa Porta e Santa Rufine in za kardinal-duhovnika iste škofije; 3. aprila istega leta je prejel škofovsko posvečenje.